# Polygonalsystem

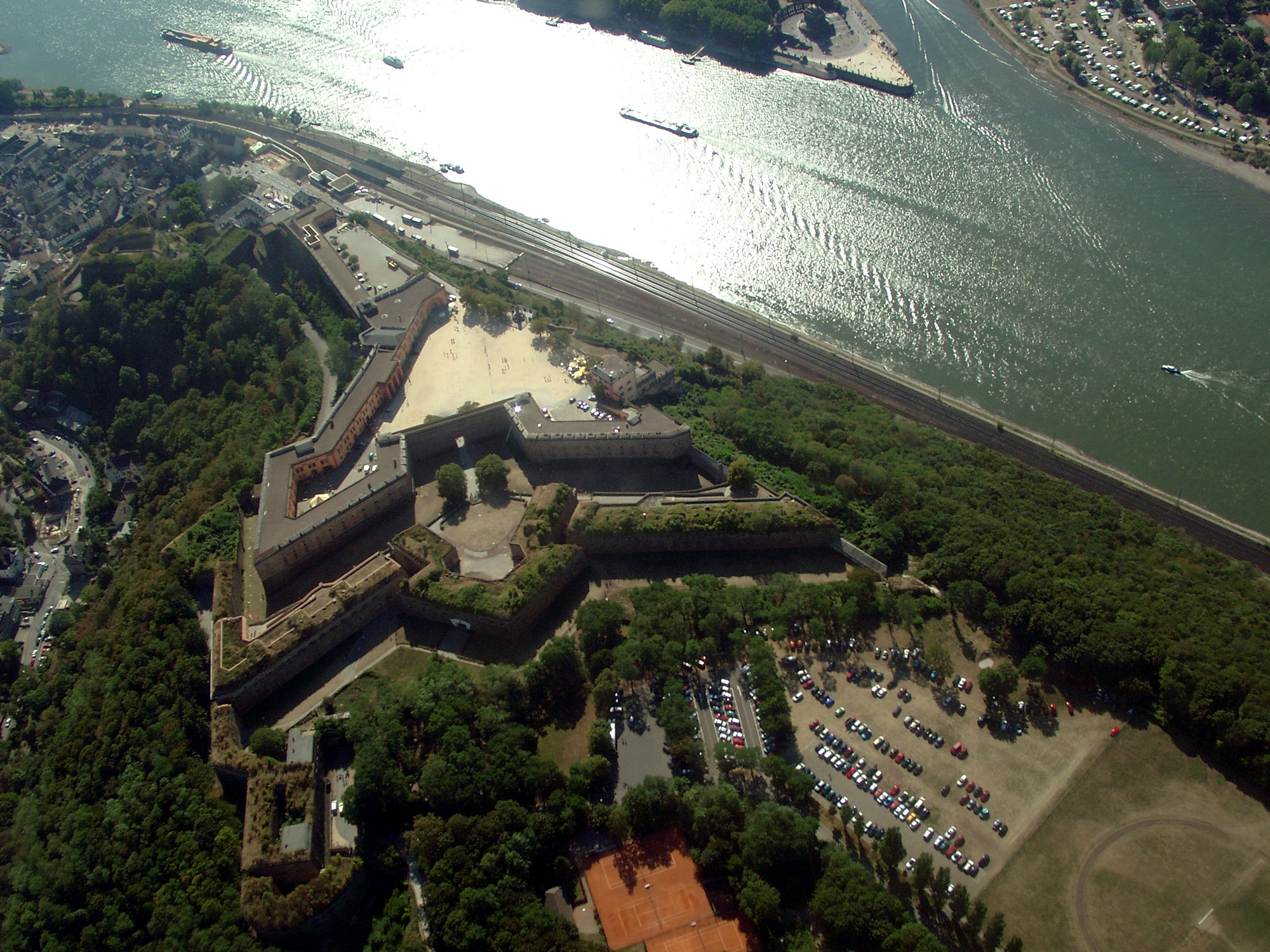
Festung Ehrenbreitstein in Koblenz

Polygonale Stadtbefestigung Koblenz um 1880

Detachierte Forts der rechten Rheinseite von Koblenz

Im Festungsbau ist das Polygonalsystem der Grundsatz, bei den Außenlinien von Befestigungsanlagen möglichst alle einspringenden Winkel zu vermeiden. So gebaute Festungen haben die Form eines Polygons (eines Vielecks).

## Geschichte
Der Begriff „Polygonalsystem“ wurde im Zusammenhang mit den Befestigungsmanieren des Marquis de Montalembert und Lazare Carnot (1753–1823) allgemein eingeführt. Allerdings kann der Festungsausbau von König Friedrich II. in Preußen, der vor allem von dem Festungsbaumeister Gerhard Cornelius (von) Walrawe (1692–1773) bestimmt wird und in der Forschung als „altpreußische Befestigungsmanier“ bezeichnet wird, bereits als Vorläufer des „Polygonalsystems“ betrachtet werden (u. a. Festungen Brieg, Neiße, Schweidnitz und Silberberg). Teils orientiert sich dies am tenaillierten Befestigungssystem, wie es beispielsweise  Hermann Landsberg d. J. (1670–1746) publizierte, aber auch an konkreten Festungsbauten von Luxemburg, Mainz oder Suomenlinna. Nach der Gründung des Deutschen Bundes 1815 wurde das (fortentwickelte) „Polygonalsystem“ zunächst in den Bundesstaaten das bevorzugte Befestigungssystem (daher auch die Bezeichnung „neudeutsche Befestigungsmanier“), während Frankreich offiziell noch bis 1870 das Bastionärsystem propagierte, aber bei seinen Festungsbauten seit Napoleonischer Zeit auch Elemente des Polygonalsystems anwendete, was insbesondere die Küstenbefestigungen in Frankreich heute noch zeigen (u. a. Tour modèle), wie auch das Festungsprojekt von Lyon (ab 1830).
Zur Umsetzung des Polygonalsystems wurde zur äußeren Flankierung des Walls die Errichtung von Kaponnieren notwendig. Der Vorteil des Systems liegt darin, dass die Fernverteidigung von langgezogenen Walllinien sich nun überwiegend auf stumpfe Winkel stützt und durch das Aufgeben zahlreicher kleiner Außenwerke besser auf die wesentlichen Punkte konzentrieren kann. Durch den Wegfall der Bastionen und der verschiedenen Vorwerke des Bastionärsystems sowie der weitausgreifenden Linien des Tenaillensystems (eine Folge von ein- und ausspringenden Winkeln) ergibt sich ein Befestigungssystem von wesentlich geringerer Tiefe. Dadurch wurde mehr Platz für den Ausbau der Städte gewonnen (was aber für die zivile Siedlung oft nicht genutzt wurde, welches das Beispiel Koblenz gut zeigt, wo der Ort in den Grenzen des 18. Jahrhunderts verblieb) und die Baukosten gesenkt. Die separierte Grabenverteidigung erfolgte auf der Innenseite des Festungsgrabens durch freistehende Escarpenmauern und/oder Galerien sowie durch freistehende oder angebundene Grabenkaponnieren.
Prototyp für die Anwendung des Polygonalsystems im 19. Jahrhundert war die Festung Koblenz-Ehrenbreitstein, die von 1815 bis 1834 komplett neu erbaut wurde. In diesem Zusammenhang ist von der neupreußischen oder neudeutschen Befestigungsmanier die Rede – eine aus heutiger Sicht altmodische Begrifflichkeit, die aus dem konfrontativen, nationalstaatlichen Denken jener Zeit erwachsen ist. Die jüngeren Forschung vermeidet dies durch die Verwendung des Begriffs Polygonalsystem.

## Neupreußische Befestigungsmanier
Eine erste Veröffentlichung von Johann Ludwig von Xylander 1819 fasste die beim Bau der Festung Koblenz entwickelten neuen Befestigungsgrundsätze zusammen:
- Die Festung wird nach den Grundsätzen der Strategie dort angelegt, wo sie unmittelbar in die großen Operationen der Kriege eingreift.
- Es gibt kein allgemein verbindliches Festungssystem, da kein System auf jedem Terrain ideal ist. Stattdessen bestehen Befestigungsgrundsätze, die die anzuwendenden Regeln bestimmen.
- Aus taktischen und ökonomischen Gründen ist das natürliche Terrain für die Festung zu nutzen und künstlichen Hilfsmitteln vorzuziehen.
- Die Eroberung eines Teils darf nicht zur Eroberung der ganzen Festung führen.
- Die Werke und Festungsabschnitte sind so arrangiert, dass die sie verfehlenden Schüsse nicht zwangsweise andere treffen.
- Die Festungsteile müssen so voneinander getrennt und eingerichtet sein, dass sie sich gegenseitig verteidigen können, wobei die Eroberung eines Teils dem Angreifer nach Möglichkeit keinen Vorteil bieten und ihn in eine missliche Lage bringen soll.
- Die Festungsverteidigung muss maßgeblich gegen die beiden Hauptkomponenten des Angriffs erfolgen:
  - Das Verteidigungsfeuer konzentriert sich gegen die Anlage von Angriffsbatterien, zu diesem Zeitpunkt kann der Belagerer noch keine entsprechende Gegenwirkung ausüben und die Verteidigungsgeschütze können ohne Deckung frei auf dem Wall platziert werden.
  - Der Grabenübergang muss energisch bekämpft werden, was durch gedecktes Feuer zu geschehen hat, gegen das der Feind nur unzulänglich mit seinen Feldbatterien vorgehen kann.
- Anlegung ausreichender Schutzräume für die Besatzung und die allgemeinen Bedürfnisse, um die Wirkung der feindlichen Wurfgeschütze und des Rikoschettschusses entscheidend zu minimieren.
- Vermehrung von Mörserbatterien bei der Verteidigung.
- Die Bekleidungsmauer wird prinzipiell der Sicht des Feindes entzogen. Die freistehende Escarpe ist vorzuziehen, damit deren Demolierung nicht mit der Breschierung des Walls einhergeht.

Im Festungsbau der folgenden 50 Jahre sieht das so aus: Eine geschlossene innere Enceinte umfasst zunehmend weiträumiger die Stadt (Möglichkeit der Entwicklung). Vorgelagert ist eine äußere Enceinte aus detachierten (vorgeschobenen), selbstständigen Werken, die den Gegner auf Distanz hält (→Gürtelfestung). Diese können sich gegenseitig flankieren. Die Festungsstruktur ermöglicht aufgrund ihrer Ausdehnung ein verschanztes Lager, erlaubt den Außenkrieg und gestattet einen defensiven wie offensiven Gebrauch. Es ergibt sich eine befestigte Fläche, wie sie in dieser Größe vorher nicht zu bezahlen war (Umfang Koblenz 14 km). Die vorgeschobenen Forts erhalten einen dreiseitigen Erdwall, dessen Form dem Gelände und der strategischen Bedeutung angepasst wird. Die Kehlseite bekommt meist eine krenelierte Mauer und in deren Mitte ein kasemattiertes, gemauertes Reduit (als mehrstöckiger Geschützturm ausgeführt) oder Blockhaus.
Diesen Prinzipien werden in der Folge im deutschen Raum beim Bau der Festungen Köln (ab 1816), Danzig (ab 1818), Erfurt (ab 1818), Thorn (ab 1818), Minden (ab 1827), Posen (ab 1829), Germersheim (ab 1834), Linz (ab 1828), Verona (ab 1837), Przemyśl (ab 1853), Krakau (ab 1849), Komorn (ab 1849), Mainz (ab 1825), Luxemburg (ab 1826), Rastatt (ab 1842) und Ulm (ab 1843) berücksichtigt.